# Chico Buarque
Francisco Buarque de Hollanda (Río de Janeiro, 19 de junio de 1944), más conocido como Chico Buarque, es un poeta, cantante, guitarrista, compositor, dramaturgo y novelista brasileño.
Se le conoce principalmente por sus canciones de refinada armonía, deudoras en parte de Antônio Carlos Jobim, y por sus letras, que oscilan entre una temática de carácter intimista, hasta cuestiones como la situación cultural, económica y social de Brasil. A lo largo de su vida ha ido alternando su carrera musical con la de novelista y dramaturgo. Sus tres últimas novelas, Budapeste (2005), Leite derramado (2009) y El hermano alemán (2016), han sido muy aclamadas y merecedoras del importante Premio Jabuti. También ha sido galardonado con el Premio Camões, entre otros premios literarios.

## Biografía
Nació en el seno de una familia intelectual y privilegiada. Su padre, Sergio Buarque de Hollanda, era un conocido historiador y sociólogo. Buarque fue un niño estudioso con un interés precoz en la música y la escritura. Desde temprano le impresionó la música, sobre todo la bossa nova y en especial el trabajo de João Gilberto.
Se casó con la actriz Marieta Severo, con quien tiene tres hijas.

## Su obra
El debut público de Buarque como músico y compositor ocurrió en 1964 y pronto se hizo una reputación a través de su participación en festivales musicales y programas de televisión. Su primer álbum, Chico Buarque, mostraba el trabajo por venir, con sambas pegadizos, caracterizados por juegos de palabras creativos y un trasfondo de nostalgia trágica.
Después del golpe de Estado en Brasil de 1964, Chico empezó a escribir sobre la situación y evitó la censura al usar analogías crípticas y juegos de palabras. Su cada vez mayor actividad política y su colaboración con cineastas, dramaturgos y músicos en trabajos que protestaban contra la dictadura militar de Brasil le valió ser arrestado en 1968 y lo movió al exilio a Italia en 1969. Chico Buarque regresó a Brasil en 1970, donde empleó su fama y habilidad para escribir canciones como protesta contra la dictadura. Un ejemplo de ello fue la canción "Cálice" (1973), que fue compuesta por él en conjunto con Gilberto Gil, ya que juega con las palabras portuguesas para "cállese" (cale-se) y "cáliz" (el título de la canción) para cantar sobre la opresión militar bajo la apariencia de relato bíblico. 
Durante esa época su sencillo de protesta (ligeramente disimulada) "A pesar de você" pasó desapercibido de alguna manera por los censores militares y se convirtió en el himno del movimiento democrático. Después de vender 100.000 copias, el sencillo fue finalmente censurado y todas las copias fueron retiradas del mercado. A pesar de la censura, canciones como "Samba de Orlý" (1970), "Construção" (1971), "Acorda amor" (1974) y "Vai passar" (1983) hicieron patente la continua oposición de Chico. También es cierto, sin embargo, que sus letras abordan temas de carácter más personal, con un aire sutil, y en un contexto musical hondo y refinado.
Silvio Rodríguez lo nombra en su canción "Quién Fuera (Corazón)", también Fito Páez lo menciona en su canción "Carabelas Nada".
En 1998, la escuela de samba de Mangueira ganó el primer lugar del carnaval carioca con un tema de homenaje a Chico Buarque.

## Discografía

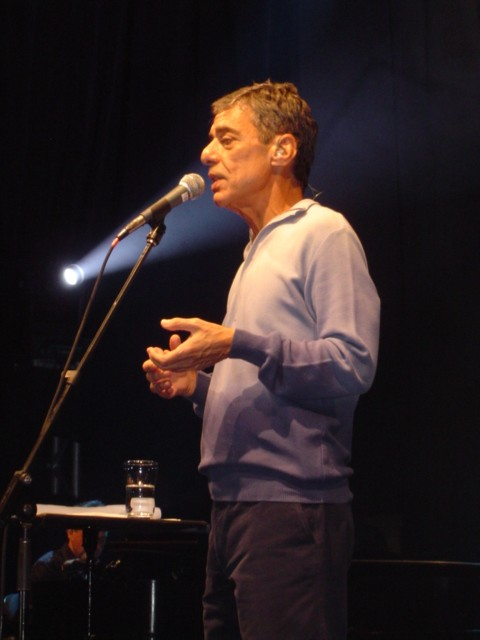
Chico Buarque, en concierto.

Chico Buarque en la TV Rio, 1967. Archivo Nacional del Brasil.

- Chico Buarque de Hollanda (RGE), 1966)
- Morte e vida Severina (RGE, 1966)
- Chico Buarque de Hollanda, vol.2 (RGE, 1967)
- Chico Buarque de Hollanda, vol.3 (RGE, 1968)
- Chico Buarque de Hollanda (Philips, 1968)
- Umas e outras (Philips, 1969)
- Chico Buarque de Hollanda (Philips, 1969)
- Chico Buarque na Itália (Philips, 1969)
- Apesar de você (Philips, 1970)
- Per un pugno di samba (Philips, 1970)
- Chico Buarque de Hollanda, vol.4 (Philips, 1970)
- Construção (Media:Philips, 1971)
- Quando o carnaval chegar (Philips, 1972)

Opinión de la censura de la música Mujeres de Atenas, de Chico Buarque, durante la dictadura militar brasileña, 1976. Archivo Nacional del Brasil.

- Caetano e Chico juntos e ao vivo (Philips, 1972)
- Chico canta (Philips, 1973)
- Sinal fechado (1974)
- Chico Buarque & Maria Bethânia ao vivo (Philips, 1975)
- Meus caros amigos (Philips, 1976)
- Cio da Terra compacto (1977)
- Os saltimbancos (Philips, 1977)
- Gota d'água (1977)
- Chico Buarque (Philips, 1978)
- Ópera do Malandro (Philips, 1979). Versión de "La ópera de los tres centavos", de Bertolt Brecht y Kurt Weill.
- Vida (Philips, 1980)
- Show 1º de Maio (1980)
- Almanaque (Philips, 1981)
- Saltimbancos trapalhões (Philips, 1982)
- Chico Buarque en espanhol (Philips, 1982)
- Para viver um grande amor (1983)
- O grande circo místico (Barclay, 1983)
- Chico Buarque (Philips, 1984)
- O corsário do rei (Philips, 1985)
- Ópera do malandro (Philips, 1985)
- Malandro (Philips, 1985)
- Melhores momentos de Chico & Caetano ( Globo, 1986)
- Francisco (RCA, Ariola, 1987)
- Dança da meia-lua (RCA, Ariola, 1988)
- Chico Buarque (RCA, Ariola, 1989)
- Chico Buarque ao vivo Paris Le Zenith (RCA, 1990)
- Paratodos (RCA, 1993)
- Uma palavra (RCA, 1995)
- Terra (1997)
- As cidades (BMG, 1998)
- Chico ao vivo (BMG, 1999)
- Cambaio (BMG, 2001)
- Duetos (2002)
- Carioca (Biscoito, 2006)
- Chico (2011)
- Caravanas (2017)

## Obra literaria

### Novelas
- Fazenda Modelo (1974) (en español Estancia modelo: novela pecuaria, 1975)
- Chapeuzinho Amarelo (1979)
- A bordo do Rui Barbosa (1981)
- Estorvo (1991) (Estorbo, 1992)
- Benjamin (1995) (Benjamín, 1998)
- Budapeste (Budapest, 2003)
- Leite derramado (2009)
- O Irmão Alemão (2015)
- Essa Gente (2019)

### Teatro
- Roda viva (1967)
- Calabar (1973)
- Gota d'água (1975)
- Ópera do malandro (1978)
- O grande circo místico (1983, con Edu Lobo)
- Cambaio (2003, con Edu Lobo)

## Filmografía

### Participación en películas de ficción
- Quando o carnaval chegar (1972)
- Os saltimbancos trapalhões (1981)
- Para viver um grande amor (1983)
- Ópera do malandro (1985)
- Estorvo (2000)
- Benjamin (2003)

### Actuaciones registradas en DVD
- Chico e as cidades (2001)
- Chico ou o país da delicadeza perdida (2004)
- Carioca ao vivo (2007)
- Na Carreira (2012)